# Tabernacolo della Madonna della Tosse
Il tabernacolo della Madonna della Tosse si trova nel comune di Castelfiorentino, in provincia di Firenze, diocesi di Volterra, sulla strada che dal capoluogo del comunale conduce alla frazione di Castelnuovo d'Elsa.
Si tratta di un edificio ottocentesco in stile neogotico che al suo interno conservava un tabernacolo con affreschi di Benozzo Gozzoli realizzati nel 1484: oggi gli affreschi sono esposti nel BEGO-Museo Benozzo Gozzoli, aperto nel gennaio 2009, nel centro storico di Castelfiorentino.

## La struttura muraria
La muratura del tabernacolo risale al 1484, anno in cui vengono datati gli affreschi di Benozzo Gozzoli che lo decoravano.
In una visita apostolica del 1576 si riporta che la Societas B.V.M. Annunciatae, la quale aveva sede nella chiesa di Santa Maria Assunta a Castelnuovo d'Elsa, ogni mese effettuava una processione scendendo all'oratorio della Madonna della Tosse.
Nel 1853 il tabernacolo fu inglobato in una cappella di stile neogotico e fu trasformato in oratorio, anche per proteggere gli affreschi dalle intemperie.
Nonostante la costruzione dell'oratorio ottocentesco a protezione degli affreschi, fu necessario lo stacco di tutta la superficie dipinta nel corso degli anni settanta del Novecento e per questioni di tutela l'opera è stata ricomposta insieme all'altro tabernacolo gozzoliano del territorio comunale, quello della Visitazione nel nuovo museo denominato BEGO-Museo Benozzo Gozzoli, a Castelfiorentino in via Testaferrata.
In precedenza tutti gli affreschi staccati erano stati ricoverati nei locali della Biblioteca Comunale di Castelfiorentino, assumendo la denominazione di Raccolta Comunale d'Arte: questo fino all'inaugurazione del nuovo museo avvenuta il 30 gennaio 2009.

## Gli affreschi di Benozzo Gozzoli

### Esecuzione e datazione dell'opera
Il tabernacolo fu dipinto da Benozzo Gozzoli e dai suoi collaboratori nel 1484 su commissione di Messer Grazia da Castelnuovo, priore della chiesa di Santa Maria Assunta, come ricorda un'iscrizione sul fronte del tabernacolo stesso: "HOC TABERNACULUM FECIT FIERI DOMINUS GRATIA PRIOR CASTRI NOVI AD HONOREM SCE MARIE VIRGINIS DIE XXIIII DICEMBRIS MCCCCLXXXIIII".

### Piano iconografico dell'opera
- Volta. In ciascuna delle quattro vele formanti la volta sono stati raffigurati gli Evangelisti con al centro il Cristo benedicente.
- Parete di fondo. Benozzo Gozzoli ha realizzato una finta pala d'altare con Madonna col Bambino e i santi Pietro, Caterina di Alessandria, Margherita e Paolo. Cinque angeli sorreggono un tendaggio dietro la finta pala d'altare. In primissimo piano, appoggiata sulla predella sta una piccola icona col Volto Santo, anch'essa come la pala resa illusionisticamente.
- Parete destra. Sono raffigurate le Esequie della Vergine. Inginocchiato in primo piano è stato ritratto il committente, Ser Grazia da Castelnuovo.
- Parete sinistra. Vi è un'Assunzione, interpretata come la Madonna che getta la cintola a san Tommaso.